# نيف كامبل
نيف ادريان كامبل (/Neve Campbell/ من مواليد 3 أكتوبر 1973) هي ممثلة كندية. فازت بجائزة إم تي في للأفلام لأفضل أداء.

## الأعمال

### أفلام
- ناطحة سحاب
- سكريم 5
- سكريم 4
- صرخة 3
- سكريم 2
- سكريم

### تلفاز
- ساترداي نايت لايف
- عائلة سيمبسون
- غريز أناتومي
- ماد من
- بيت من ورق

## مواقع خارجية
- نيف كامبل على موقع IMDb (الإنجليزية)
- نيف كامبل على موقع روتن توميتوز (الإنجليزية)
- نيف كامبل على موقع مونزينجر (الألمانية)
- نيف كامبل على موقع ألو سيني (الفرنسية)
- نيف كامبل على موقع أول موفي (الإنجليزية)
- نيف كامبل على موقع بوكس أوفيس موجو (الإنجليزية)
- نيف كامبل على موقع قاعدة بيانات الأفلام السويدية (السويدية)
- نيف كامبل على موقع إن إن دي بي (الإنجليزية)
- نيف كامبل على موقع ديسكوغز (الإنجليزية)
- نيف كامبل على موقع قاعدة بيانات الفيلم (الإنجليزية)